# جون سالستون
السير جون إدوارد سولستون (بالإنجليزية: John E. Sulston)‏ (ولد في 27 مارس 1942 وتوفي في 6 مارس 2018) والحاصل على وسام رفقاء الشرف وزمالة الجمعية الملكية وعضو الأكاديمية الأوروبية كان عالم أحياء وأكاديميًا بريطانيًا فاز بجائزة نوبل في علم وظائف الأعضاء أو الطب لعمله على سلالة الخلية وجينوم الدودة الربداء الرشيقة في عام 2002 مع زملائه سيدني برينر وروبرت هورفيتز. كان رائدًا في أبحاث الجينوم البشري ورئيس معهد العلوم والأخلاق والابتكار في جامعة مانشستر. كان يعمل سولستون في صالح العلم للمصلحة العامة مثل كونه مع الوصول العام المجاني للمعلومات العلمية وضد منح براءات الاختراع للجينات وخصخصة التقنيات الوراثية.

## النشأة والتعليم
ولد سولستون في فولمر بباكينجهامشاير في إنجلترا والده هو أرثر إدوارد أوبري سولستون ووالدته هي جوزفين موريل فريرسون، وولدت باسم بلوكسيج. كان والده كاهنًا أنجليكانيًا ومديرًا لجمعية نشر الإنجيل. تركت والدته وظيفتها كمدرسة للغة الإنجليزية في مدرسة واتفورد للقواعد لكي ترعاه وترعى أخته ماديلين ودرستهم في المنزل حتى بلغ سن الخامسة. وفي سن الخامسة دخل المدرسة يورك هاوس الإعدادية المحلية حيث سرعان ما ازداد عنده نفوره للألعاب وطور اهتمامًا مبكرًا بالعلوم فكان مستمتعًا بتشريح الحيوانات وتقسيم النباتات لمراقبة هيكلها ووظيفتها. حصل سولستون على منحة دراسية ليذهب إلى مدرسة ميرشانت تايلورز في نورثوود  ثم إرتاد كلية بيمبروك وتخرج من جامعة كامبريدج عام 1963 بدرجة بكالوريوس في الآداب في العلوم الطبيعية (الكيمياء). دخل قسم الكيمياء في جامعة كامبريدج بعد أن قابله ألكسندر تود وحصل على درجة الدكتوراه في عام 1966 للبحث في كيمياء النوكليوتيدات.

## مساره المهني
عمل كباحث ما بعد الدكتوراه بين عامي 1966 و1969 في معهد سالك للدراسات البيولوجية في لاهويا بكاليفورنيا. قام مستشاره الأكاديمي كولين ريس بترشيحه للعمل مع ليزلي أورجيل الذي حول مسيرته العلمية إلى مسار مختلف. قام أورجيل بتعريفه إلى فرانسيس كريك وسيدني برينر الذين عملوا في كامبريدج وأصبح يميل إلى البحث البيولوجي.
على الرغم من أن أورجل أراد أن يبقى سولستون معه إلا أن سيدني برينر سولستون أقنعته بالعودة إلى كامبريدج[متى؟] للعمل في علم الأعصاب العصبي لدودة الربداء الرشيقة في كل من مختبر مجلس البحوث الطبية ومختبر البيولوجيا الجزيئية. وسرعان ما أنتج سولستون الخريطة الكاملة لخلايا الدودة العصبية. وتابع العمل على الحمض النووي الخاص بها وبعد ذلك عمل على تسلسل الجينوم بأكمله. في عام 1998 تم نشر تسلسل الجينوم بالكامل بالتعاون مع معهد الجينوم في جامعة واشنطن في سانت لويس وهكذا أصبحت دودة الربداء الرشيقة هي أول حيوان لديه تسلسل جينومه بشكل كلي.
لعب سولستون دورًا محوريًا في مشروعات تسلسل جينوم دودة الربداء الرشيقة والجينوم البشري. لقد دافع بنجاح عن تسلسل الدودة لإظهار أن مشاريع تسلسل الجينوم واسعة النطاق ممكنة. مع التقدم في العمل على تسلسل جينوم الدودة، بدأ مشروع الجينوم البشري وفي هذه المرحلة تم تعيينه مديرًا لمركز سانجر الذي تم إنشاؤه حديثًا (الذي سمي باسم فريد سانجر) والذي كان موقعه في كامبريدجشير في إنجلترا.